# 香港飛機工程
香港飛機工程公司（英語：Hong Kong Aircraft Engineering Company，港交所除牌前：0044.HK，通稱港機工程，又名HAECO），曾在香港交易所上市的工業公司，是太古集團成員。港機工程是規模最大的飛機維修、修理及大修服務供應商之一，主要業務是在香港進行商用飛機的大修及維修業務。公司在香港註冊，並以香港國際機場為基地，主席為史樂山。2017年資產總值為140.35億港元，收入145.46億港元。

## 歷史
1950年11月23日於香港正式成立。

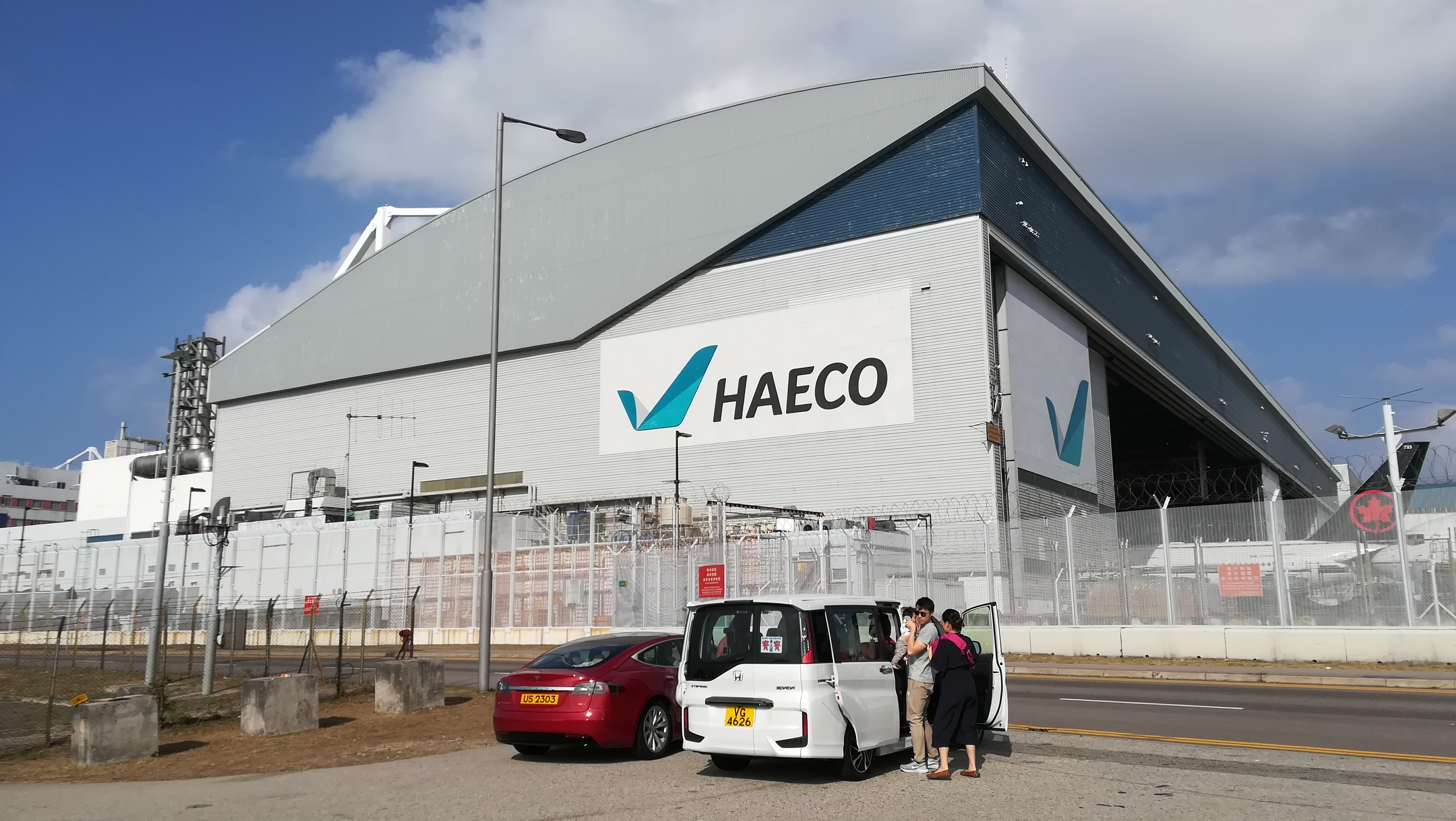
香港飛機工程位於香港國際機場的機庫，攝於赤鱲角南環路

1965年6月8日於香港交易所掛牌，成為恆生指數成份股至1984年1月15日。
1968年，開始興建全亞洲最大的飛機維修機庫。
1975年，太古公司增持港機工程的股權至51%，港機工程亦正式成為太古集團的成員。
1998年，耗資14億港元興建，遷至赤鱲角香港國際機場的新設施營運。
2009年9月17日，太古向國泰航空購入港機工程12.45%股權，代價約19.01億元，相當於每股港機91.83元，以現金支付，國泰將在交易完成時錄得大約12.71億元溢利。完成後，國泰持港機直接股權將從27.45%減至15%，而太古於港機直接股權將從33.52%增至45.96%，2010年6月7日太古向國泰以每股105港元收購餘下的15%股權至60.96%，並依例向其餘股東作全面收購。
2011年12月30日，香港飛機工程有限公司及其附屬公司廈門太古飛機工程有限公司從瑞航技術集團購入上海外航瑞科飛機技術服務有限公司49%股權。該公司自此更名為上海太古飛機工程有限公司，以上海浦東國際機場為基地，與廈門太古飛機工程有限公司攜手為客戶提供外勤維修服務。
2013年3月8日港機工程增持上海太古飛機工程服務有限公司額外26%股權，令持有量增至75%。而上海外航繼續持有其餘25%股權。
2013年10月24日香港飛機工程斥資3.888億美元(相當於約30.25億港元)向TAS Management收購TIMCO Aviation Services的全數股權。TIMCO是一家以美國為基地的公司，提供飛機維修、修理及其他服務。
2014年11月5日GE航空集團（GE Aviation）已收購廈門太古發動機服務有限公司9.9%權益。是次交易標誌著HAECO集團及GE航空夥伴合作的一個里程碑。
2018年6月10日，母公司太古股份有限公司，擬根據公司條例第673條以協議安排對該公司進行私有化，涉資金額為2,995,287,336港元或每股72港元，原因自1965年上市以來，交易流通量長期處於較低水平，而且沒有從公眾股票市場籌 集任何股本資金，再加上受北美業務拖累，因此需要進行私有化以減低產生行政、合規及其他上市相關成本及開支。
2018年10月10日，太古股份及港機工程發表聯合公告，太古私有化港機工程的提案，已得到法院會議及股東特別大會批准。港機工程股份將於11月23日起暫停辦理股份過戶登記手續，11月29日上午9時起正式撤銷上市地位。

## 成員
| 附屬機構及聯屬公司                                              | 股東 |
| 香港                                                            | |
| - 港機航材技術公司（HAECO ITM）                                 | HAECO 70％、國泰航空 30％                                                                                |
| - 香港航空發動機維修服務有限公司（HAESL）                       | HAECO 50％、勞斯萊斯 50％（新航工程原持有10%，已分別出售5%予HAECO及勞斯萊斯，交易已於2016年6月30日完成） |
| - Goodrich Asia-Pacific Limited                                 | HAECO 49％、Goodrich 51％                                                                                |
| 中國                                                            | |
| - 廈門太古飛機工程有限公司（TAECO/ HAECO Xiamen）               | HAECO 56.55%、國泰航空、日本航空及波音各9.09％、廈門航空工業 12.18%、中國民用航空局 4.18％               |
| - 廈門豪富太古宇航有限公司（Goodrich TAECO）                    | TAECO 35％、Goodrich 65％                                                                                |
| - 廈門霍尼韋爾太古宇航有限公司（Honeywell TAECO）               | HAECO 25％、TAECO 10％、Honeywell 65％                                                                   |
| - 廈門太古起落架維修服務有限公司（HAECO Landing Gear Services） | HAECO 63.80％、TAECO 10％、國泰航空 5.83%、廈門航空工業 10.47%、GE航空 9.90％                            |
| - 廈門太古發動機服務有限公司（TEXL）                            | HAECO 67.58％、TAECO 9.01％、國泰航空 9％、GE航空 9.90％                                                 |
| - 晉江太古飛機複合材料有限公司（Taikoo Spirit）                 | HAECO 41.80％、TAECO 10.80％、Spirit AeroSystems 31.50％                                                 |
| - 晉江鄧祿普太古飛機輪胎有限公司（Dunlop Taikoo）               | HAECO 28％、TAECO 9％、 Dunlop 63％                                                                      |
| - 山東太古飛機工程有限公司（STAECO）                            | HAECO 30%、TAECO 10%、北京華凱投資管理 7%、山東航空 53%                                                  |
| - 四川飛機維修工程有限公司（SMECO）                             | HAECO 9.23％、TAECO 2.08％、四川航空 70.82％、四川海特高新技術 15.18％                                   |
| - 太古部件維修（廈門）有限公司 (HAECO Component Overhaul)       | HAECO 100％                                                                                              |
| - 上海太古飛機工程有限公司（HAECO Shanghai）                    | HAECO 75%、上海外航服务 25％                                                                             |
| 美國                                                            | |
| - HAECO Americas（前稱：TIMCO Aviation Services）               | HAECO 100％                                                                                              |
| - HAECO Private Jet Solutions                                   | HAECO 90.01％                                                                                            |
| - JET ENGINE SOLUTIONS                                          | HAECO 100％                                                                                              |
| 新加坡                                                          | |
| - Singapore HAECO Pte. Limited                                  | HAECO 100％                                                                                              |

## 外部連結
- 香港飛機工程有限公司 （页面存档备份，存于）
- TIMCO Aviation Services （页面存档备份，存于）